# Ruurlo

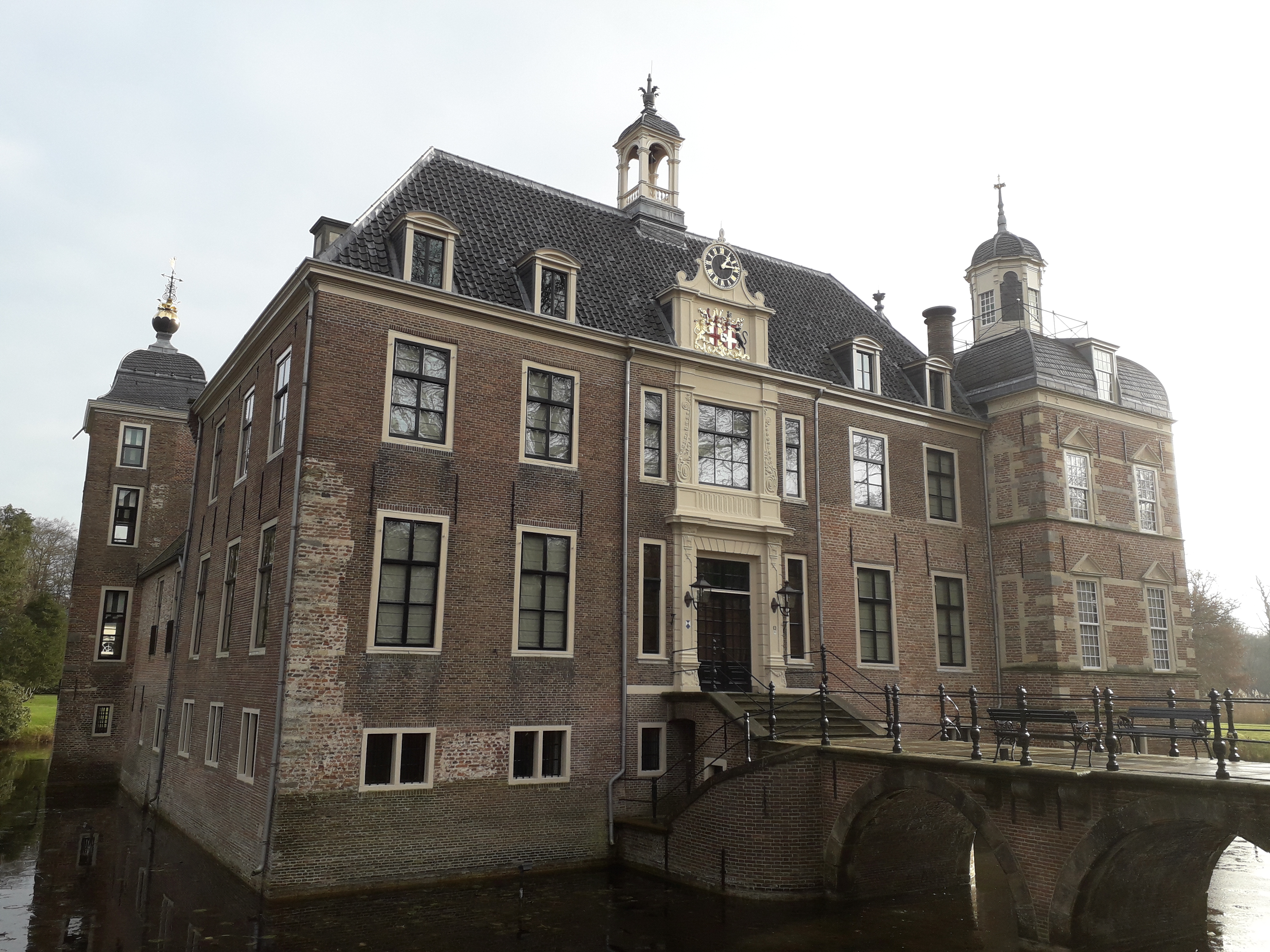
Kasteel Ruurlo (voorzijde)

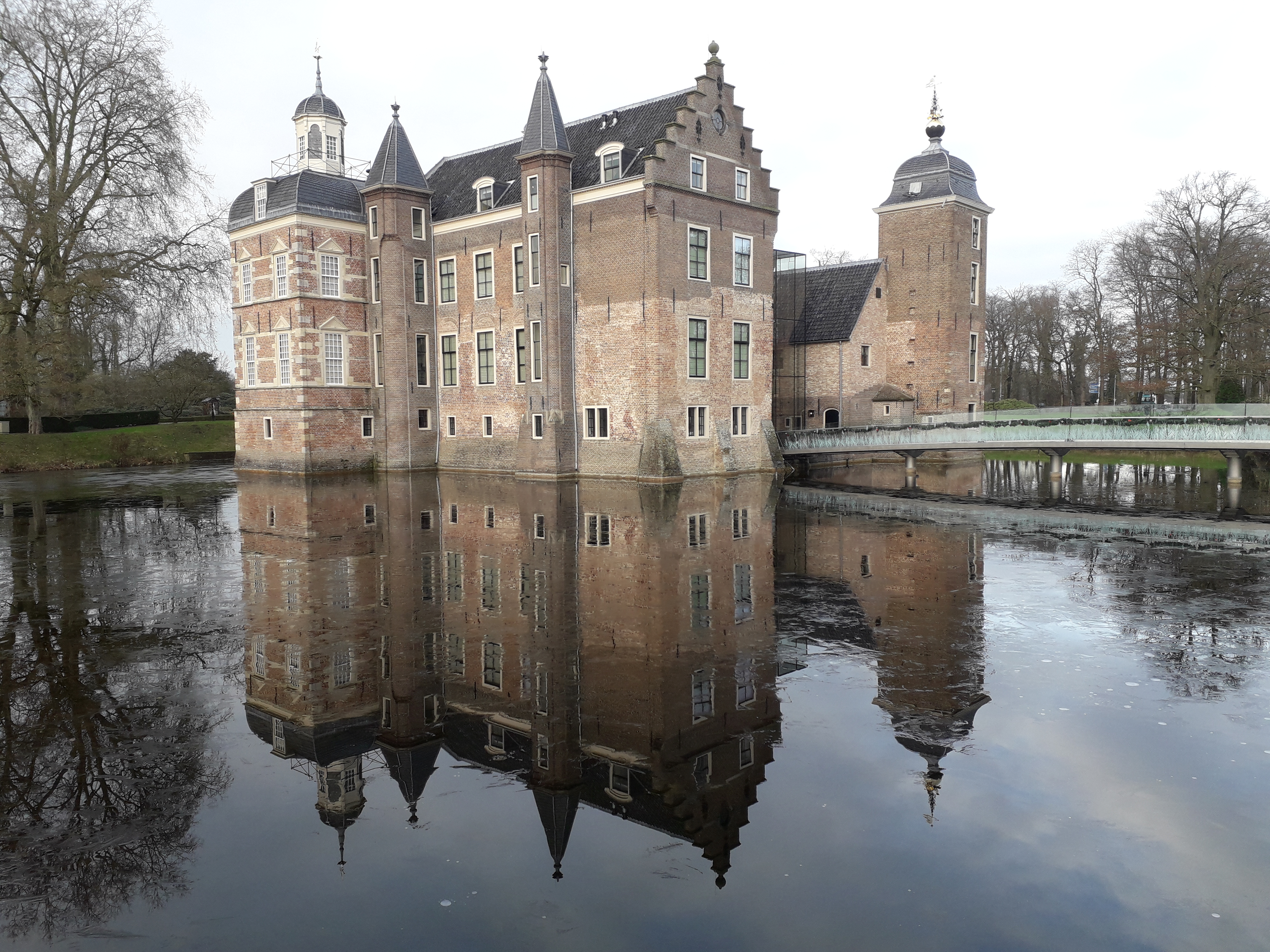
Kasteel Ruurlo (achterzijde)

Ruurlo (Nedersaksisch: Reurle) is een dorp in de Gelderse Achterhoek, in de gemeente Berkelland. Het dorp (en de zelfstandige gemeente) Ruurlo werd per 1 januari 2005 samengevoegd met Borculo, Eibergen en Neede tot de nieuwe gemeente Berkelland.

## Ligging
De plaats ligt aan de in 1878 geopende spoorlijn Zutphen-Winterswijk en heeft een eigen station. De doorgaande weg tussen Zutphen en Winterswijk loopt langs Ruurlo, en de aftakking richting Lochem loopt door de kern van de plaats. Aan het eind van de 20e eeuw is er een rondweg om het dorp aangelegd die het verkeer in de kern verlichtte.
Rond Ruurlo liggen de landgoederen Het Broek, Brinkmanshoek, De Bruil, De Haar, De Heurne en Veldhoek. In het dorp is enige maakindustrie, de omgeving kent veel landbouw- en veeteeltbedrijven. Het toerisme is een andere bestaanspijler, het dorp is aantrekkelijk door de ligging in het Achterhoekse coulisselandschap en de aanwezigheid van historisch erfgoed. De plaats kent een goed ontwikkeld verenigingsleven met onder andere een voetbalclub, een muziekvereniging, enkele koren en een zwembad.
Grotere plaatsen op enige afstand zijn Doetinchem, Zutphen, Lochem en Winterswijk.

## Roderlo en Kasteel Ruurlo
De naam Ruurlo is wellicht afgeleid van Roderlo, opgebouwd uit rode (gerooid bos) en lo (open parkbos). Lange tijd bestond Ruurlo uit enkele huizen op een niet-strategische open plek in een uitgestrekt bos- en moerasgebied. Kasteel Ruurlo wordt al in 1326 genoemd en is vanaf de 15e eeuw in handen van de Nederlandse adellijke familie Van Heeckeren. Willem van Heeckeren van Kell, adviseur van koning Willem III en minister van Buitenlandse Zaken, werd in Ruurlo geboren. De Dorpskerk in het centrum van Ruurlo stamt net als het kasteel uit de 14e eeuw.
Veel maatschappelijke voorzieningen in Ruurlo zijn oorspronkelijk met medewerking van de kasteelheer tot stand gekomen; van molen tot doolhof en van medische zorg tot onderwijs.
Het kasteel werd tot de fusie met de andere gemeenten van Berkelland gebruikt als gemeentehuis, na een restauratie in het begin van de jaren tachtig. Vlak voor de restauratie was het kasteel de locatie voor de televisieserie 'De Zevensprong' naar het boek van Tonke Dragt. Het is een veel gebruikte trouwlocatie. In 2003 is naast het kasteel de oranjerie uit 1879 herbouwd, ze is nu ingericht als horecagelegenheid. Het kasteel werd in 2012 aangekocht door entrepreneur Hans Melchers die er in 2017 een nevenvestiging van zijn Museum MORE opende die geheel gewijd is aan het werk van de schilder Carel Willink.

## Politiek
Ruurlo was tot 1 januari 2005 een zelfstandige gemeente, toen overging in gemeente Berkelland. Hieronder de zetelverdeling van de gemeenteraad vanaf 1982:
|                              | 1982    | 1982   | 1986    | 1986   | 1990    | 1990   | 1994    | 1994   | 1998    | 1998   | 2002    | 2002   |
| Partij                       | Stemmen | Zetels | Stemmen | Zetels | Stemmen | Zetels | Stemmen | Zetels | Stemmen | Zetels | Stemmen | Zetels |
| ---------------------------- | ------- | ------ | ------- | ------ | ------- | ------ | ------- | ------ | ------- | ------ | ------- | ------ |
| VVD                          | 1.363   | 4      | 1.573   | 5      | 1.572   | 5      | 1.559   | 5      | 1.484   | 5      | 1.451   | 4      |
| CDA                          | 1.217   | 4      | 1.472   | 4      | 1.174   | 4      | 1.120   | 3      | 984     | 3      | 1.284   | 4      |
| PvdA                         | 914     | 3      | 1.448   | 4      | 1.335   | 4      | 1.004   | 3      | 891     | 3      | 910     | 3      |
| Democratisch Platform Ruurlo | -       | -      | -       | -      | -       | -      | -       | -      | 795     | 2      | 678     | 2      |
| Lijst Visser                 | -       | -      | -       | -      | -       | -      | 770     | 2      | -       | -      | -       | -      |
| Gemeentebelangen             | 496     | 2      | -       | -      | -       | -      | -       | -      | -       | -      | -       | -      |

## Bezienswaardigheden
- Kasteel Ruurlo, uit de 14e eeuw, kasteel en Engelse landschapstuin, nevenlocatie van Museum MORE
- Dorpskerk (PKN) uit de 14e eeuw
- St. Willibrorduskerk uit 1869, ontworpen door Pierre Cuypers
- Kapel Barchemseweg uit 1885
- De Doolhof van Ruurlo: grootste doolhof van Nederland. Heggendoolhof uit 1891. Ontworpen door de Franse tuinarchitect Daniël Marot.
- Houtzaagmolen Agneta; werkende zaagmolen uit 1851 die te bezichtigen is
- Kroezeboom, een meerstammige eik die minstens 300 jaar oud is.[4]

## Foto's

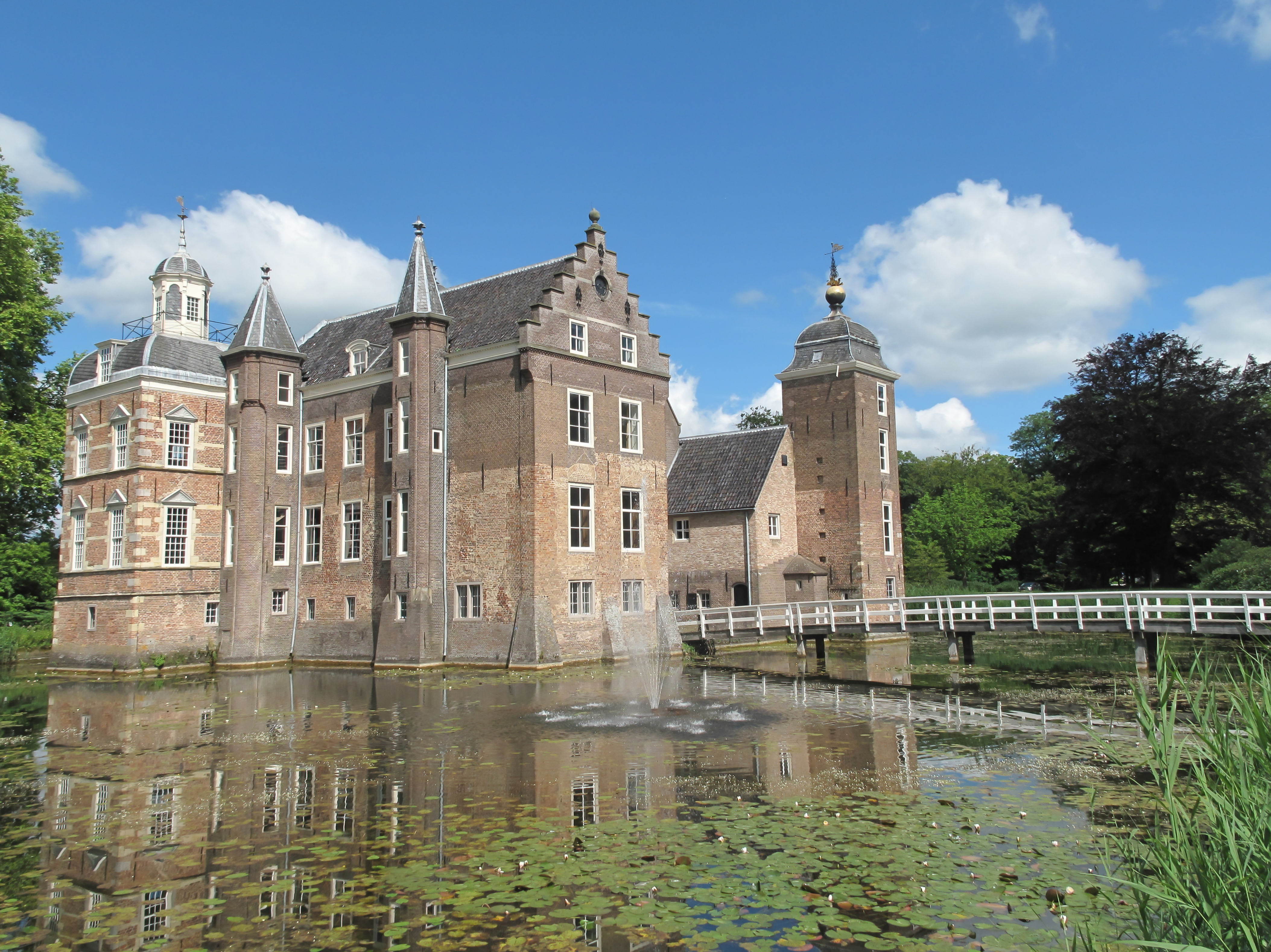
Ruurlo, huize Ruurlo
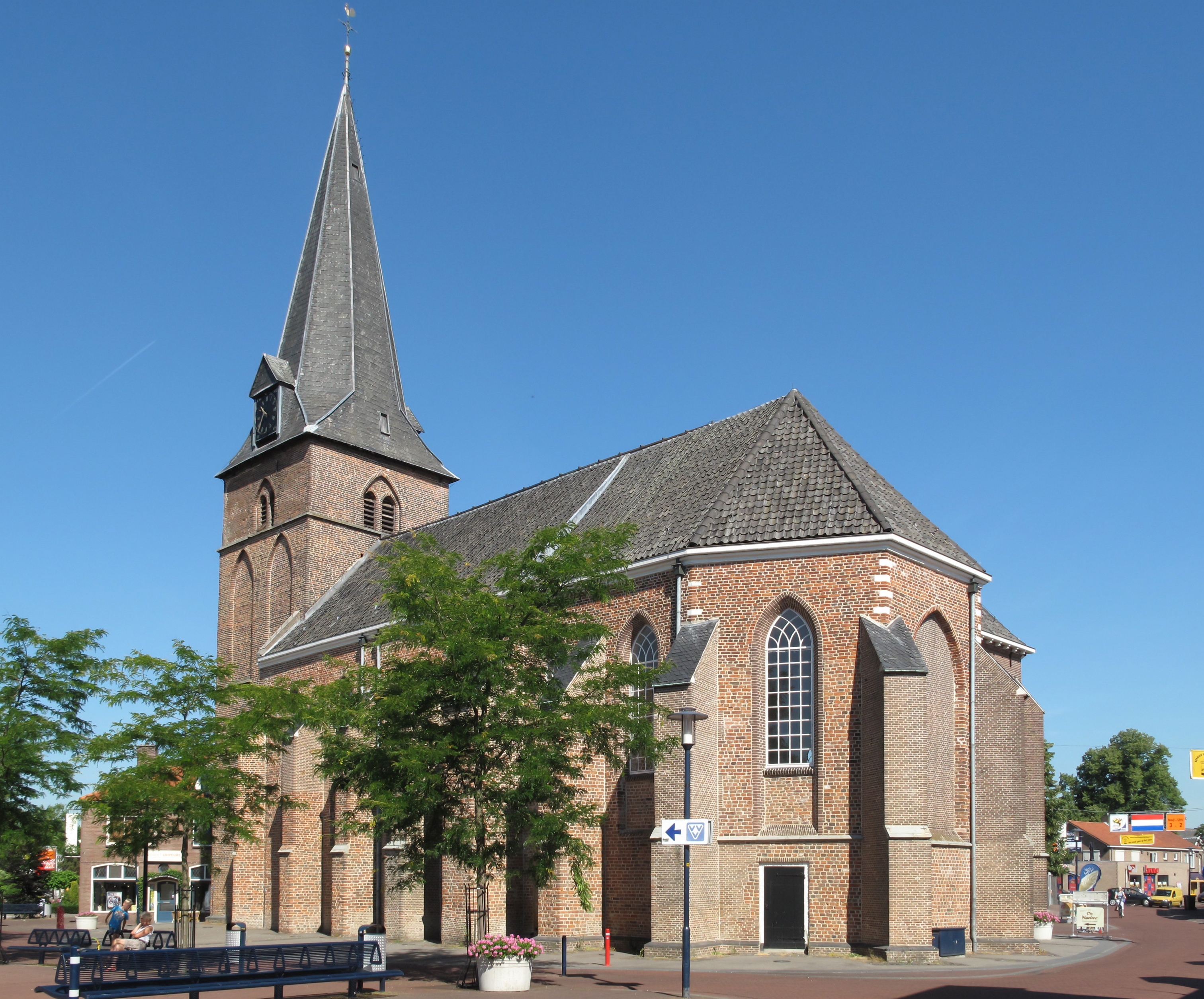
Ruurlo, de Dorpskerk
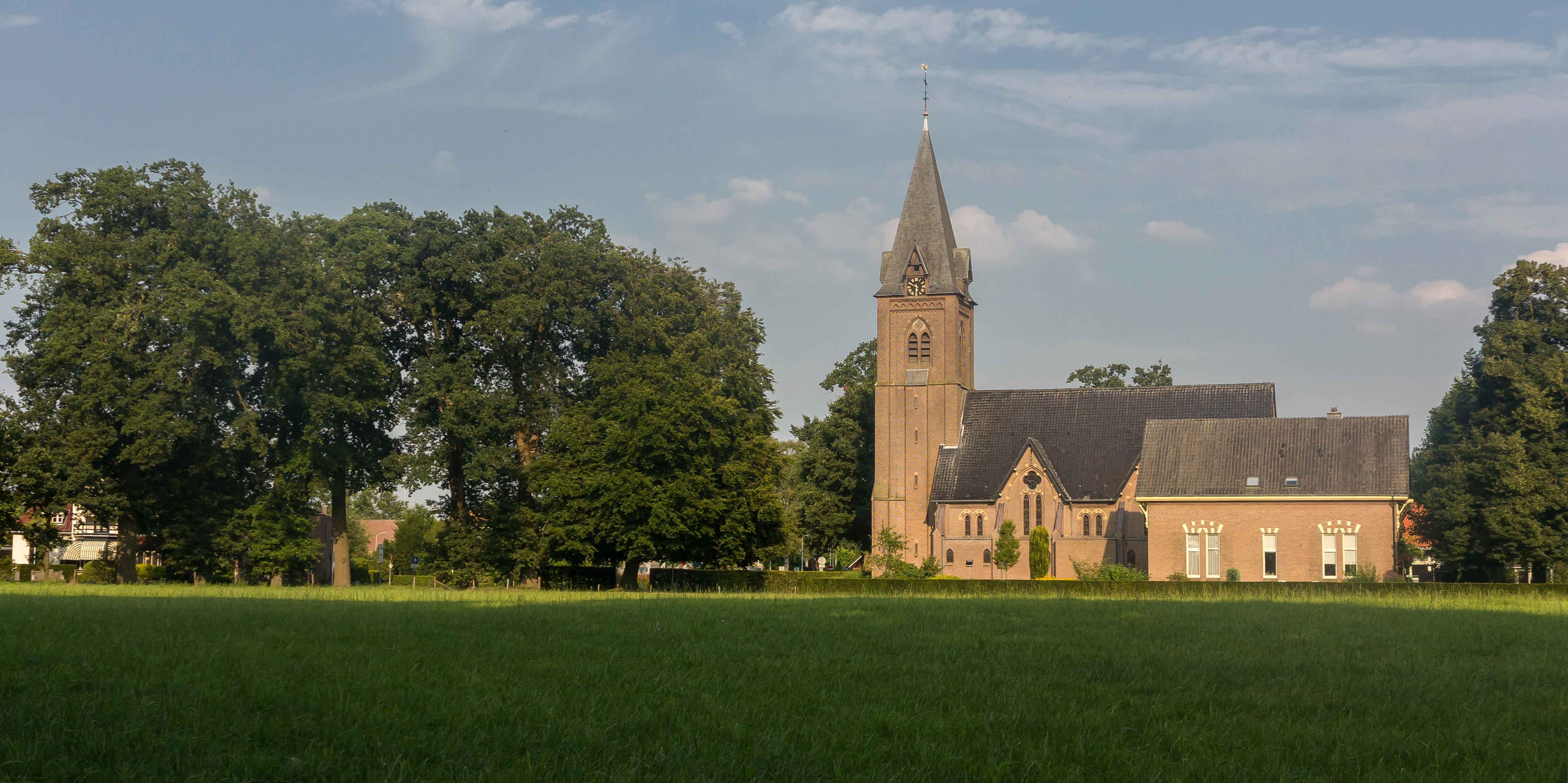
Ruurlo, de Sint Willibrorduskerk
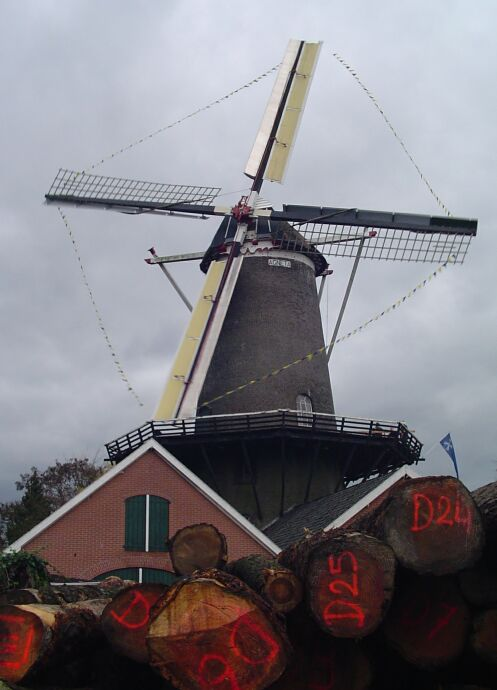
Ruurlo, houtzaagmolen Agneta

## Bekende inwoners van Ruurlo
- Henricus Harius, geleerde uit de zestiende eeuw
- Berend Wildrik, patriot in de Franse tijd
- Kerst Zwart, begin 20e eeuw, dorpsonderwijzer en streekschrijver
- Willem baron van Heeckeren van Kell, 19e eeuw, fotograaf
- Willem Hendrik Alexander Carel van Heeckeren van Kell, 19e eeuw, onder andere kamerheer koning Willem I, gouverneur van Gelderland
- Hilbrandt Boschma, begin 20e eeuw, predikant
- Thea Barnard, predikant
- Arthur Conley, Amerikaanse soulzanger
- Ferdi Elsas, ontvoerder en moordenaar van Gerrit Jan Heijn
- Gerhard Willem Spitzen, alias Geert Teis Pzn, onderwijzer, schrijver Gronings volkslied
- Arend Voortman, politicus en lid van de Tweede Kamer
- Jan Luitjes, burgemeester
- Wilhelm Hermannus Kerkhoven, burgemeester
- Loes de Zeeuw-Lases, burgemeester
- Alexander van der Heyden van Doornenburg, burgemeester en militair
- Armando, kunstschilder, schrijver, dichter, acteur, televisiemaker (o.a. Herenleed)

## Geboren in Ruurlo
- Elias Cornelis Scholten (1849-1929), burgemeester
- Daniel Maximiliaan Marie van Hangest d' Yvoy (1899-1987), burgemeester
- Gerrit Willem Navis (1900-1944), verzetsstrijder
- Gerhard Willem Navis (1901-1945), verzetsstrijder
- Claudia Melchers (1969), ontvoerde dochter van de vermogende Nederlandse industrieel Hans Melchers
- Joey Belterman (1993), voetballer